# Cycloseris wellsi
Espèce
Synonymes
- Coscinaraea wellsi Veron & Pichon, 1980 (protonyme)

Cycloseris wellsi est une espèce de coraux appartenant à la famille des Fungiidae ou celle des Siderastreidae.